# What Is This?
What Is This (conocida antes de 1980 como Anthym) fue una banda de rock estadounidense que se originó en 1979 en la escuela secundaria Fairfax High School de Los Ángeles y que realizó numerosos espectáculos a lo largo de la costa de California.

## Historia
La banda se formó en la misma época que Red Hot Chili Peppers. Anthony Kiedis de Red Hot Chili Peppers presentaría la banda antes de que ellos estuvieran en escena. Dos miembros originales de los Red Hot Chili Peppers, Hillel Slovak y Jack Irons, dejaron la banda poco antes de que lanzaran su primer álbum para quedarse en What Is This. Slovak volvió a unirse a los Red Hot Chili Peppers para su segundo álbum y Irons para el tercero. Después del ingreso de Natasha Shneider en la banda, cambiaron su nombre a Walk the Moon y luego a Eleven. La banda, en sus primeros días, es nombrada muchas veces en la autobiografía de Kiedis, Scar Tissue.
La banda lanzó tres álbumes durante el primer lustro de los años '80. La canción "Mind My Have Still I", de su EP de 1984 Squeezed, aparece en la banda sonora de la película The Wild Life (Jóvenes alocados fue el título en español). Su segundo álbum, que contiene una versión del éxito de The Spinners "I'll Be Around", fue producido por Todd Rundgren. "I'll Be Around" fue lanzado como sencillo y videoclip, alcanzando el puesto 62 en el Billboard Hot 100.
Aunque nunca se ha confirmado ni negado, el nombre original de la banda, Anthym, podría estar inspirado en la canción de la banda canadiense Rush titulada "Anthem".

## Discografía
| Fecha de lanzamiento | Título                    |
| -------------------- | ------------------------- |
| 1984                 | Squeezed (EP)             |
| 1984                 | What Is This (Unreleased) |
| 1985                 | What Is This?             |
| 1985                 | 3 Out of 5 Live (EP)      |